# هوخو هاک
هوخو هاک (هلندی: Hugo Haak؛ زادهٔ ۲۹ اکتبر ۱۹۹۱) دوچرخه‌سوار اهل هلند است.
وی در مسابقات کشوری و بین‌المللی در مجموع برندهٔ ۲ مدال نقره شده‌است.